# Chelsea Cooley
Chelsea Cooley (Charlotte, 30 ottobre 1983) è una modella statunitense incoronata Miss USA 2005.

## Biografia
Chelsea Cooley ha studiato all'istituto dell'arte di Charlotte per diventare imprenditrice nell'industria della moda.
Inizia a partecipare ai concorsi di bellezza giovanissima nei primi anni duemila. Nel 2000 vince il titolo Miss North Carolina Teen USA, nel 2001 si classifica al secondo posto di Miss Teen International e nel 2005 Miss North Carolina.
La Cooley viene eletta Miss USA durante la serata finale del concorso, svolta a Baltimora nel Maryland l'11 aprile del 2005. La Cooley è stata la prima rappresentante della Carolina del Nord a vincere il titolo.
In qualità di Miss USA, Chelsea Cooley ha rappresentato gli Stati Uniti a Miss Universo 2005, dove si è classificata fra le prime dieci finaliste. Il titolo fu poi vinto dalla canadese Natalie Glebova, sua compagna di stanza.
Oltre ai concorsi di bellezza Chelsea Cooley ha gareggiato nel Grand National Shag Dancing ed è stata portavoce per un certo numero di organizzazioni no profit, come Toys for Tots e Special Olympics. Durante il suo anno di regno è riuscita a raccogliere 22.8 milioni di dollari per finanziare la ricerca sul cancro. Dal 2007 la Cooley ha deciso di intraprendere il lavoro di Oncologa dove da anni studia e raccoglie fondi per finanziare la ricerca sul cancro. Inoltre la Cooley è di solito ospite ai programmi tv Americani.
Dopo la morte della sua amica Mónica Spear ha fatto una raccolta fondi per garantire gli studi alla figlia Maya Berry Spear.